# برج الساعة (إزمير)

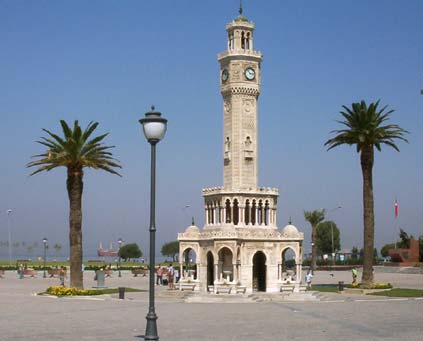
برج ساعة إزمير ومن خلفه بحر إيجة.

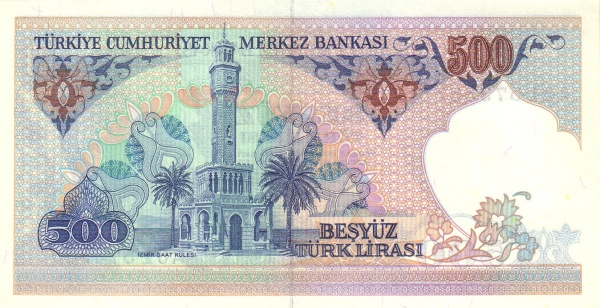
برج الساعة كان يظهر على الليرة التركية من فئة 500 في الفترة (1983 - 1989).

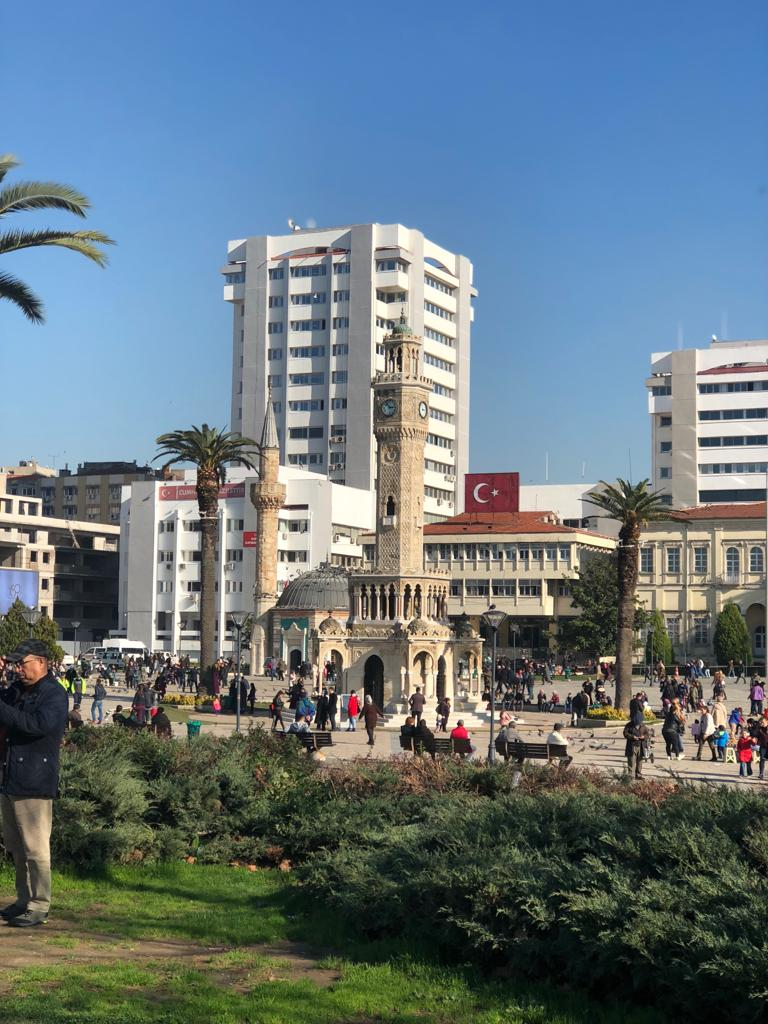
برج الساعة في ازمير في تركيا__İzmir Clock Tower

برج ساعة إزمير (بالتركية: İzmir Saat Kulesi)‏، هو برج ساعة تاريخي عثماني يتوسط ميدان كوناك في مدينة إزمير التركية. صممه المهندس المعماري الفرنسي الشامي ريموند تشارلز بير. وبني البرج في عام 1901 احتفالًا بمرور 25 عامًا على اعتلاء السلطان عبد الحميد الثاني العرش العثماني، حيث حكم في الفترة (1876 - 1909). يبلغ طول البرج 25 مترًا (82 قدمًا)، وهو محاط بأربع نوافير. وقد كانت عقارب الساعة هدية من الإمبراطور الألماني فيلهلم الثاني الذي حكم في الفترة (1888 - 1918). بقيت الساعة تعمل ولا تزال، ولم تتوقف سوى مرة واحدة، حينما ضرب إزمير زلزال بقوة 5,2 عام 1974، حيث تعرض البرج إلى بعض الأضرار.